# Spostrzeżenia procesowe
Spostrzeżenia procesowe zwane również czynnościami recepcyjnymi – procesy myślowe, rodzaj czynności procesowych, które polegają na percepcji wrażeń zmysłowych tj. na przyjęciu informacji dotyczących przebiegu postępowania oraz zgłoszonych żądań, takich jak wysłuchanie przemówień stron (art. 406 KPK). Inaczej mówiąc, jest to odbieranie i rejestrowanie informacji zmysłowych w kontekście toczącego się procesu, np. sądowego.